# Загибалов, Яков Николаевич
Я́ков Никола́евич Загиба́лов (23 апреля 1911, с. Большой Тонтой, Шахматинский район, Читинская область — 21 декабря 1980, Иркутск) — ведущий специалист по геологии месторождений слюды, посвятивший свои знания и способности развитию слюдяной промышленности Сибири.
В 1942 году Я. Н. Загибалов дал первое научное описание, осуществил разведку и подсчёт запасов Эмельджакской группы месторождений Алданской флогопитовой провинции (ЯАССР). В должности главного геолога треста «Мамслюда» Я. Н. Загибалов руководил и организовывал работу по изучению, подсчёту и разработке месторождения.
За период с 1942 по 1957 годы им создано тридцать шесть научных трудов и публикаций по геологии, методике поисков и разведке слюдяных месторождений, повышению эффективности геологических работ на слюдяных месторождениях Сибири. К ним относятся работы по оценке запасов флогопита Алданской провинции, по экспертизе сырьевой базы и подсчёту запасов мусковита Майского слюдоносного района, по Гутаро-Бирюсинскому слюдоносному району и многие другие. Все эти работы служили основой для составления планов геологоразведочных работ и планов развития горных предприятий соответствующих районов.

## Биография
Я. Н. Загибалов родился 23 апреля 1911 года в селе Большой Тонтой Шахтаминского района Читинской области в семье забайкальского казака — кавалера Георгиевских крестов. Успешно окончил Томский индустриальный институт им. С. М. Кирова по специальности «Геология и разведка полезных ископаемых» с квалификацией горного инженера.
В апреле 1938 года принят инженером-геологом Кандаковского слюдяного рудника Удирейского района Красноярского края. С 1942 года работал в должности главного геолога треста «Алданслюда», который был реорганизован впоследствии в «Мамслюду» и «Союзслюду». На этой должности Я. Н. Загибалов осуществлял работы по поиску, разведке и эксплуатации главных месторождений самых богатых слюдоносных районов СССР.
Как крупный специалист в области геологии, методики и техники разведки полезных ископаемых Я. Н. Загибалов в сентябре 1963 года был приглашён на должность доцента кафедры полезных ископаемых на геологический факультет Иркутского государственного университета.
В 1968 году, будучи соискателем, успешно защитил кандидатскую диссертацию на тему: «Некоторые черты структур пегматитовых полей Слюдянско-Кочектинской площади» объёмом в двести пятьдесят девять машинописных страниц.
На геологическом факультете университета Я. Н. Загибалов вёл инженерные дисциплины (проходка геолого-поисковых и геологоразведочных выработок, буровзрывные работы и техника безопасности).

## Основные труды
- Материалы к экспертизе запасов месторождений флогопита Алданского района ЯАССР по состоянию на 1.1.1954 г. — Рукопись .1955 г. Хранится в ВГФ и ТГФ г. Якутск, геол.управление. 350 стр.
- Подсчет запасов Тимптонских и Верхне-Эмельджанских месторождений флогопита Алданского района ЯАССР по состоянию на 1.1.1955 г. — Рукопись. Хранится в ВГФ и ТГФ г. Якутск, геолог. управление. 500 стр.
- Некоторые черты структур пегматитовых полей Слюдянско-Кочектинской площади. (Мамская мусковитовая провинция) : автореферат дисс. на соискание учен. степени канд. геол.-минерал. наук. 120 стр. Иркутск : [б. и.], 1968, Иркут. гос. ун-т им. А. А. Жданова
- Новые данные о структуре пегматитовых полей Слюдянско-Кочектинской площади (Мамский мусковитоносный район) [Текст] / Я. Н. Загибалов. — // Вопросы региональной геологии и металлогении Забайкалья. — Чита, 1966. — Вып. 2: Материалы к II Чтениям памяти акад. С. С. Смирнова. — С.122 —129. УДК 553.3/.4(57)
- О некоторых вопросах взаимосвязи геологических структур и их отношении к пегматитообразованию (Слюдянско-Кочектинская площадь) [Текст] / Я. Н. Загибалов. — // Вопросы геологии, поисков и разведки мусковитоносных пегматитов : [сборник]. — М., 1971. — С.49 − 53. УДК 553.6(57)
- Важнейшая тектоническая структура полосы распространения Северо-Байкало-Патомского пегматитового пояса (на примере Мамских слюдоносных пегматитов) [Текст] / Я. Н. Загибалов. — // Современное состояние учения о месторождениях полезных ископаемых : тез. докл. Всесоюз. межвуз. конф.,12-14 окт. 1971 г. — Ташкент, 1971. — С.119. УДК 553.06(57.2)
- Важнейшая структурная линия Северо-Байкальского и Патомского нагорья [Текст] : на примере Мамского слюдоносного района / Я. Н. Загибалов. — // Геология и полезные ископаемые Восточной Сибири : [сборник]. — Иркутск, 1972. — С.61-70. УДК 551.2(57)
- Важнейшая тектоническая структура Северобайкальско-Патомского пегматитового пояса [Текст] / Я. Н. Загибалов. — // Изв. / Забайк. фил. Геогр. о-во СССР. — Чита, 1971. — Т. 7, вып. 5. — С.61-64. УДК 551.24(57)
- Зона главного Мамского разлома [Текст] / Я. Н. Загибалов. — // Материалы научной конференции за 1969—1970 гг. — Иркутск, 1970. — Вып. 2: Математика, география, геология. — С.86-88. УДК 551.24(57)